# 贵阳苗语
贵阳苗语是一种主要在中国贵州贵阳市使用的苗语。它的内名和其他苗语一样是Hmong。

## 分类
Wang (1985)中贵阳苗语属于苗语川黔滇方言。 Matisoff (2001)将其3个主要方言分成不同的语言。Wang (1994)添加了两个以前系属未明的小方言。
- 北部
- 南部
- 西南
- 西北(黔西)
- 中南(紫云)

分布在越南北部的麻标语可能是贵阳苗语一种差异很大的方言。
贵阳苗语的代表方言有：
- 贵阳市花溪区摆托
- 迁西县铁石
- 长顺县中坝